# République d'Orange
La République d'Orange est une République boer qui constitue aujourd'hui une province de l'Afrique du Sud (voir État libre d'Orange, en afrikaans Oranje Vrijstaat). Par ironie envers la dynastie régnant aujourd'hui sur les Pays-Bas, ce nom a été réutilisé par le parti politique anarchisant hollandais De Kabouters ("Les farfadets") pour désigner leur nation imaginaire.